# Die Plebejer proben den Aufstand
Das „deutsche Trauerspiel“ Die Plebejer proben den Aufstand wurde von Günter Grass 1966 veröffentlicht. Die Uraufführung fand am 15. Januar 1966 im Berliner Schillertheater statt.

## Handlung

### 1. Akt
Am 17. Juni 1953 finden im Deutschen Theater Berlin Proben zu einer Bearbeitung von William Shakespeares Drama Coriolanus statt, die von dem „Chef“ (gemeint ist offensichtlich Bertolt Brecht) geleitet werden. Im Zentrum der Besprechung steht die Frage, wie in der ersten Szene die Plebejer dargestellt werden sollen. Besonders missfällt es dem „Chef“, wie leicht die Plebejer sich in der Shakespeare-Fassung durch Menenius Agrippa von ihren Aufstandsplänen abbringen lassen. Erwin, der Regieassistent, bringt das Unbehagen auf den Punkt: „Weil Gleichnis sich auf Einfalt reimt, wird gleichnishaft das Volk geleimt.“ Dem „Chef“ missfällt es allerdings, wenn man gleich zu Beginn des Stückes das Volk für einfältig hält.
In diese Besprechung platzt eine Delegation von Arbeitern hinein, die von dem „Chef“ erwarten, dass dieser „ein Schreiben“ für sie aufsetze, wodurch er den Aufständischen eine Stimme gebe. Der „Chef“ hält die Arbeiter hin, da ihm nicht klar ist, wofür sie kämpfen wollen. Berechtigte Fragen können sie nicht beantworten: „Habt ihr den Rundfunk schon besetzt? / Den Generalstreik ausgerufen? / Ist man vor Westagenten sicher? / Was treibt die Vopo? Schaut sie weg? / Gabt ihr der Sowjetunion Gewähr, / daß es beim Sozialismus bleibt? / Und wenn nun Panzerwagen kommen?“
Weil sich die Arbeiter ratlos zeigen und weil ihm seine Proben wichtiger sind, will der „Chef“ die Arbeiter nach Hause schicken.

### 2. Akt
Der „Chef“ lässt sich von den Arbeitern den bisherigen Ablauf des Aufstands vorspielen und benutzt die entsprechenden Szenen für die Proben zu seiner Shakespeare-Bearbeitung. „Plebejer und Proleten / sind wilde Ehe eingegangen.“, stellt er nicht ohne Vergnügen fest. „Volumnia“, seine Lebensgefährtin, die die Szene beobachtet, kommentiert diese mit den Worten: „Was bist du doch für ein mieser Ästhet!“ Schließlich verliert ein Maurer die Geduld: Er beschimpft den „Chef“ mit dessen Ansicht nach nichtssagenden Worten. Nicht einmal das Wort „Arbeiterverräter“ falle, so der „Chef“, dem Maurer ein.
In dieser Phase des Stillstands tritt Kosanke, Vertreter der Partei, auf. Er erwartet vom „Chef“ Loyalität gegenüber dem Staat und eine entsprechende schriftliche Erklärung; der „Chef“ möchte auch Kosankes Wunsch nicht erfüllen. „Mich liest der Westen mit Vergnügen; / der Osten liest Kosankes Lügen.“, provoziert er seinen „Kollegen“. Es entwickelt sich eine verbale Auseinandersetzung zwischen den Arbeitern und Kosanke, der sich dieser durch seinen Abgang entzieht.
Der „Chef“ freut sich über die reiche „Beute“, da die ganze Zeit das Tonband Aufnahmen gemacht hat. „Volumnia“ kommentiert dies mit den Worten: „Er spielt.“

### 3. Akt
Wiebe und Damaschke von der Streikleitung treten auf und fordern den „Chef“ auf, einen Streikaufruf zu verfassen. Ihre Forderungen sind deutlich radikaler als die der bereits länger anwesenden Arbeiter, die letztlich nur eine Rücknahme der Normenerhöhung erreichen wollten. Als der „Chef“ die Arbeiter weiter hinhalten will, kommt es zu einem „Standgericht“: Der „Chef“ und Erwin sollen aufgehängt werden.
Erwin schlüpft in die Rolle des Menenius Agrippa und erzählt die Fabel vom Bauch und den Gliedern. Hiervon beeindruckt, geben die Arbeiter ihre Absicht auf, die Theaterleute hinzurichten.
Die Ereignisse spitzen sich zu: Es gibt außerhalb des Theaters die ersten Verletzten. Aus der Ferne hört man Kosanke durch ein Megaphon sprechen. Wiebes Ruf nach Freiheit wird durch das Geräusch heranrollender Panzer übertönt. Der Aufstand ist offensichtlich gescheitert. Der „Chef“ entschließt sich, ein Schreiben an die Parteileitung zu verfassen. Zu spät erkennt er: „Es atmete der heilge Geist. / Ich hielt’s für Zugluft, / rief: wer stört?“. Daraufhin hört er sich noch einmal die Bandaufnahmen an.

### 4. Akt
Kosanke tritt auf und schüchtert die Theaterleute ein. Er nötigt den „Chef“, seine Unterschrift unter ein Schreiben zu setzen, in dem er zusammen mit anderen Intellektuellen seine Solidarität mit der SED ausdrückt. Zunächst ziert er sich, weil er kein „Chamäleon“ sein wolle, doch dann unterschreibt er, von „Volumnia“ hierzu gedrängt, behält aber heimlich eine durchpausierte Fassung, mit der er seine differenzierte Haltung beweisen will. Den „Coriolan“ will er nicht weiter bearbeiten; denn er wisse jetzt, „daß wir […] den Shakespeare nicht ändern können, solange wir uns nicht ändern.“ Letztlich bleibt dem „Chef“ nur der Rückzug in eine Idylle in einem „Haus, zwischen Pappeln, am See gelegen“.

## Die „Fabel vom Bauch und den Gliedern“
Schon in der antiken Literatur wurde eine (angebliche) Episode aus den Ständekämpfen in Rom zur republikanischen Zeit aufgegriffen. Der patrizische Senator Menenius Agrippa habe versucht, die aufständischen Plebejer mit einer Fabel zu beruhigen, und zwar der „Fabel vom Bauch und den Gliedern“. Am bekanntesten ist die Version von Titus Livius (in: „ab urbe condita, 2, 32, 8-12“). Die Fabel wurde von William Shakespeare in seinem Drama „Coriolanus“ aufgegriffen. Dieses wiederum wurde von Bertolt Brecht in den 1950er Jahren bearbeitet.
Menenius Agrippa behauptet in allen Fassungen der Fabel, die Bürger Roms bildeten einen Körper, und es sei deshalb unsinnig, wenn die Plebejer gegen die Patrizier kämpften. Denn ein Kampf der Glieder gegen den leeren Magen (als den Menenius den von Patriziern geführten Senat darstellt) ergebe keinen Sinn. In allen Versionen vor Brechts Bearbeitung hat diese Behauptung einen durchschlagenden Erfolg: Die Plebejer geben ihren Kampf auf. In der Druckfassung von Brechts „Coriolan“ hingegen sind die Plebejer nicht von der Fabel überzeugt, sondern reagieren auf die „Sprache der Gewalt“ (Marcius' Soldaten treten am Ende der Rede Menenius' auf). Brecht lässt den „Schönredner“ Menenius die Situation im Vier-Augen-Gespräch mit Marcius mit den folgenden Worten auf den Punkt bringen: „Es war nicht meiner Stimme Erz, es war / Die Stimme deines Erzes, die sie umwarf.“
Grass wiederum zeigt, dass die Fabel auch in der Gegenwart die ihr von Livius und Shakespeare zugewiesene Wirkung entfaltet. Erwin meint: „Hier hat ein Unsinn Tradition / und hält sich frisch wie Formalin die Leichen. / Drum darf der Fortschritt ihn nicht streichen.“ Einfache (einfältige?) Menschen sind also der Rhetorik der „Schönredner“ nicht gewachsen.
Die Fabel ist ein frühes Musterbeispiel für politische Manipulation: Durch Übersetzung eines Sachverhaltes auf eine Bildebene und anschließende „stimmige“ Argumentation auf dieser Ebene „beweist“ Menenius, dass es eine Schicksalsgemeinschaft zwischen den Plebejern und „ihrem“ Staat gebe. Tatsächlich existieren auch Gesellschaften ohne adlige Oberschicht, so bewertet Ernst Bloch die „Fabel vom Bauch und den Gliedern“ als „eine der ältesten Soziallügen“.

## Dichtung und Wahrheit – Brecht und der 17. Juni 1953
Auf die Frage, ob man denn den „Chef“ nicht betrachten könne, ohne an Brecht zu denken, antwortete Marcel Reich-Ranicki 1966: „Nein, man kann es nicht. Denn wenn uns diese Gestalt überhaupt zu interessieren vermag, so vor allem dank Brecht, dank den Anspielungen auf seine Situation in der DDR, auf seine Stücke und Gedichte, auf sein Theater und sein Leben.“
Günter Grass wusste schon 1964, dass Bertolt Brecht am 17. Juni 1953 mit Arbeiten an Erwin Strittmatters „Katzgraben“ und nicht mit Proben für seine Bearbeitung von Shakespeares „Coriolanus“ beschäftigt war. Auch gibt es keinen Beleg dafür, dass Brecht von Aufständischen um Unterstützung gebeten worden wäre und zu diesem Zweck unangekündigten Besuch im „Deutschen Theater Berlin“ erhalten hätte.
Nach Aussagen Günter Kunerts hat sich Brecht nicht bis zur Niederschlagung des Aufstands im Theater aufgehalten, sondern sich mit ihm und Kurt Barthel (dem Vorbild für die Figur Kosanke) bei Stephan Hermlin getroffen, um über eine gemeinsame Reaktion führender Kulturpolitiker und Intellektueller auf den Aufstand zu beraten.
Allerdings gibt es das auf das Jahr 1953 datierte Protokoll (?) eines Regiegesprächs über die Arbeit an Shakespeares „Coriolan“, in dem das geflügelte Wort enthalten ist: „Wir können den Shakespeare ändern, wenn wir ihn ändern können.“ Damit meint Brecht offensichtlich, dass er in der Lage sei, die undemokratische, volksfeindliche Tendenz aus dem Stück „Coriolanus“ von Shakespeare zu entfernen. Eine Aufführung des „Coriolan“ kam zu Brechts Lebzeiten (wegen der Ereignisse des 17. Juni 1953?) nicht zustande.

## Werkausgaben
- Günter Grass: Die Plebejer proben den Aufstand. Ein deutsches Trauerspiel. Fischer, Frankfurt am Main 1966.
- Günter Grass: Die Plebejer proben den Aufstand. Ein deutsches Trauerspiel. Luchterhand, Darmstadt / Neuwied 1977
- Günter Grass: Die Plebejer proben den Aufstand. Ein deutsches Trauerspiel. Steidl, Göttingen 2003, ISBN 3-88243-934-3.